# Natércia (Minas Gerais)
Natércia é um município brasileiro do estado de Minas Gerais, situando-se mais especificamente na região sul do estado mineiro, com uma população estimada, em 2024, de 4.800 habitantes.

## História[8]

### O Descoberto da Pedra Branca
Como muitos municípios mineiros, Natércia teve seu desvelamento por causa da exploração aurífera. Nos seus primórdios, em meados do século XVIII, a localidade onde está inserido, que hoje engloba cinco municípios, foi denominada de Descoberto da Pedra Branca e era habitada por um pequeno grupo de indígenas Puris-Coroados.
Com o esgotamento das minas do Rio Verde, em Campanha, os faiscadores começaram a explorar as redondezas atrás de ouro. Assim, em 1741, o sertão da Pedra Branca já contava com lavras de extração de ouro, motivando os exploradores a solicitarem a partilha daquele novo descoberto. Em 12 de setembro de 1742, o governador da Capitania de Minas Gerais, Gomes Freire de Andrade, despachou em favor deles.
Naquele período, quando ainda aconteciam motins entre paulistas e mineiros, reverberados pela Guerra dos Emboabas, os primeiros habitantes do pequeno conglomerado viram a necessidade de reafirmar o seu domínio naquelas terras. Assim, em 28 (ou 25) de fevereiro de 1743, foi aprovado pela Câmara de São João del-Rei um auto de posse do Arraial do Ribeirão de Santa Catarina da Pedra Branca, evento considerado como o que fundou o futuro município de Natércia.

### A primeira capela
Dentre as formosidades do relevo local, avistava-se uma montanha que fazia rememorar alguns dos lusitanos fundadores do arraial outra estrutura montanhosa que um dia contemplaram em sua terra natal: a Serra de Santa Catarina, que assim também ficou conhecida aqui. Portanto, Santa Catarina de Alexandria, virgem e mártir do século IV e muito devotada em Portugal, tornou-se o orago da capela. 
Acredita-se que o primitivo templo já existia quando houve o primeiro assento nos livros eclesiásticos da época, a 22 de fevereiro de 1749; o vigário de Campanha havia registrado o óbito de um escravizado de nome Antônio naquela data. Essa assistência por parte dos clérigos da Matriz campanhense, ao longo dos anos, à capela de Santa Catarina, fez com que ficasse vinculada ao Termo da Vila da Campanha e, por consequência, ao Bispado de Mariana.
Em 5 de outubro de 1762, houve a ereção canônica da capela, concedida pelo bispo marianense Dom Frei Manuel da Cruz. E quando a capela conseguiu o título de "ermida", também pelo bispado de Mariana, em 1770, já atuava no povoado o Padre Manoel Antônio Teixeira de Miranda Valia, visto que ele havia mandado construir uma capela dedicada à Nossa Senhora do Rosário, no território da Pedra Branca (hoje, Pedralva), provavelmente para a assistência religiosa aos escravizados. 

### A Paróquia/Freguesia
Logo, os moradores se organizariam para reivindicar sua autonomia, criando a paróquia/freguesia. Antes, ficou resolvido que seria construído um novo templo, maior e mais condigno para ser a futura matriz. Contaram com a doação do terreno de uma benevolente moradora de nome Felisbina de Tal e ali iniciaram as obras da nova igreja, em 1814. O antigo local (que ficava há aproximadamente 3km de distância) foi sendo desabitado aos poucos, transferindo-se os habitantes para os arredores do novo núcleo populacional.  

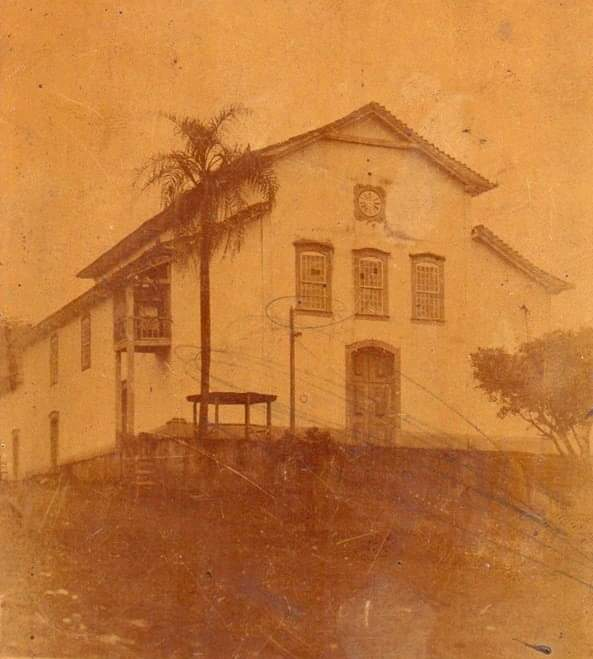
A primeira Matriz de Natércia/MG

Às vésperas da Independência do Brasil, o Príncipe Regente, Dom Pedro I, emitiu uma resolução, em 9 de maio de 1822, criando a Paróquia de Santa Quitéria, sem perceber o equívoco cometido. A correção veio por meio de um alvará régio, expedido em 11 de julho do mesmo ano, onde lia-se: "Hei por bem Erigir em Freguezia Collada, a Capella de Santa Catharina, desmembrando-a de Matris da Villa da Campanha da Princesa, do Bispado de Marianna, com a dita denominação de Santa Catharina (...)". Portanto, pela alcunha de sua padroeira, o povoado assim passaria a se chamar por mais de 130 anos.
O primeiro vigário designado para assumir a nova paróquia foi o Padre Mariano Accioli de Albuquerque, que, em 23 de agosto de 1824, recepcionou a ilustríssima visita pastoral do bispo de Mariana, Dom Frei José da Santíssima Trindade. Dentre os apontamentos feitos por sua excelência reverendíssima estava o contentamento por presenciar a construção da Matriz daquela recém-criada paróquia. 
A igreja Matriz, concluída em 1825, atravessou o século e viu o raiar de novos contornos em 1933, quando ganhou o frontispício neogótico, com uma das torres mais altas do rincão sul-mineiro. O corpo do templo oitocentista foi mantido por mais de trinta anos, até que, por intermédio do pároco da época, Padre Salvador Pedro Ferreira, foi demolido e construído um outro, na tentativa de seguir o estilo escolhido para a definitiva Matriz de Santa Catarina. 

Em 2022, em clima festivo, celebrou-se os 200 anos de criação da Paróquia de Santa Catarina de Alexandria, de Natércia/MG. 

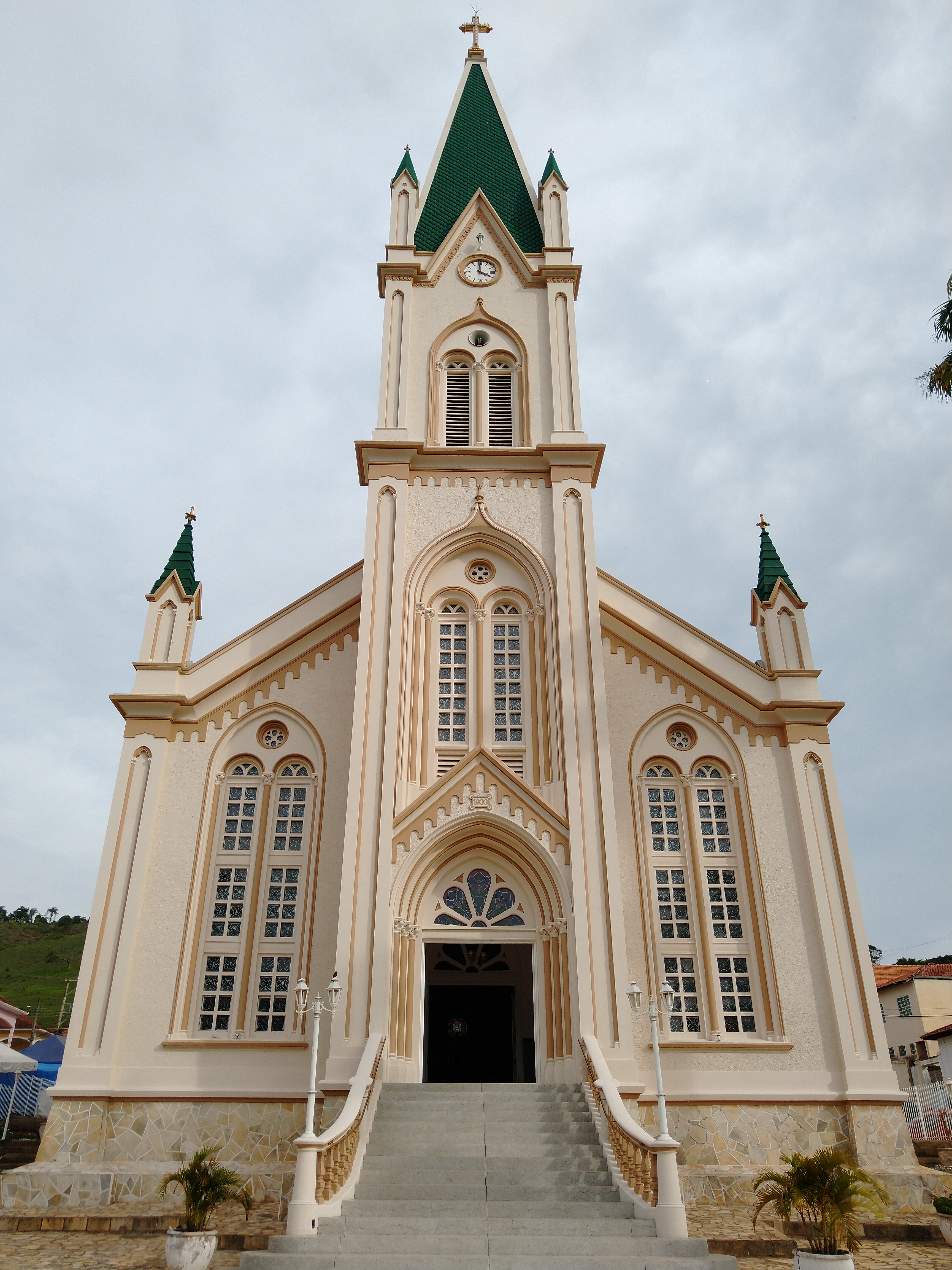
Atual igreja Matriz de Santa Catarina de Alexandria

### A Emancipação Político-Administrativa
Assim que foi criada a freguesia de Santa Catarina, em 1822, esta continuou vinculada à Vila da Campanha, até que, em 1864, tornou-se distrito e foi transferida para a Vila de Cristina, por força da Lei nº 1.206, de 9 de agosto. Mais tarde, a Lei Estadual nº 2, de 14 de setembro de 1891, subordinou o distrito de Santa Catarina ao município de Santa Rita do Sapucaí. 
A localidade conquistou sua emancipação político-administrativa apenas com a promulgação da Lei Estadual nº 843, de 7 de setembro de 1923. O município foi instalado por meio do Decreto nº 6.601, de 9 de maio de 1924, mas a oficialização se deu apenas no dia 20 de julho, data em que é comemorada tradicionalmente o aniversário do município. 
O primeiro agente executivo a tomar posse na ocasião foi o Sr. José Wenceslau de Souza, que hoje dá nome à Câmara Municipal. Quanto ao primeiro prefeito do município, este viria a iniciar sua gestão em 13 de janeiro de 1931, sendo nomeado o Sr. Justino Lisboa Carneiro, mesmo nome da Praça central da cidade, atualmente. 
Até então tornada Vila, Santa Catarina viria a ser elevada à Cidade através do Decreto-lei nº 148, de 17 de dezembro de 1938.

### A mudança de topônimo
Foi em 1953 que a Câmara de Vereadores decidiu mudar o nome da cidade, sob o argumento refutável de que havia extravio de correspondências para o Estado de Santa Catarina. Todavia, por meio da Lei nº 1.039, de 12 de dezembro daquele ano, o município passou a chamar-se Natércia.
A nova denominação surgiu de um anagrama de Caterina, uma antiga grafia para o nome da virgem e mártir de Alexandria, mas também uma inspiração num dos poemas do pai da Língua Portuguesa, Luís Vaz de Camões, que o escreveu em referência à Catarina (ou Caterina) de Ataíde, utilizando o mesmo anagrama para mencioná-la no poema "Pouco te ama".

## Turismo, Cultura e Tradições

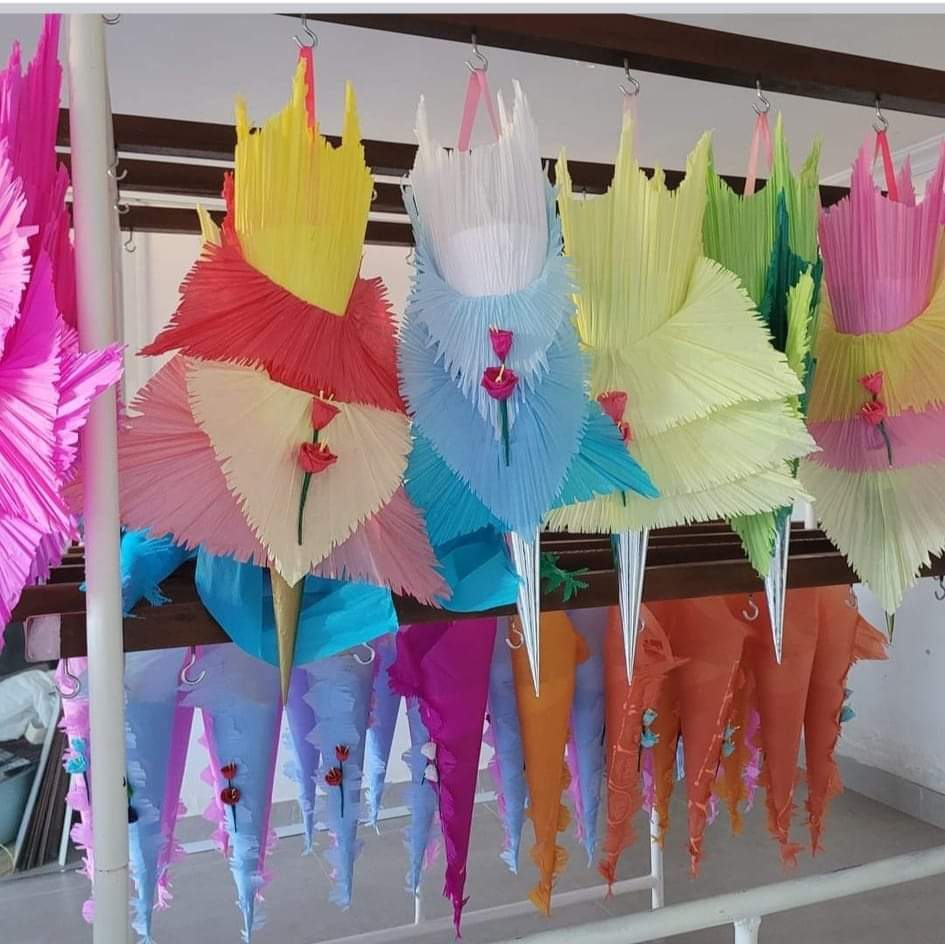
Cartuchos da Festa da Padroeira

Essencialmente bucólica, Natércia preserva algumas de suas tradições, típicas dos municípios de interior do estado. E é promissora em turismo rural e religioso. 
A começar pelas festividades religiosas, a Paróquia de Santa Catarina de Alexandria mantém os traços seculares no jeito mineiro de celebrar, principalmente no período mais intenso para a Igreja Católica, que é a Semana Santa. Em meio a procissões iluminadas por velas e imagens de santos centenárias, as celebrações impressionam pela riqueza visual e espiritual que carregam, demonstrando a grande fé e devoção dos piedosos fiéis.

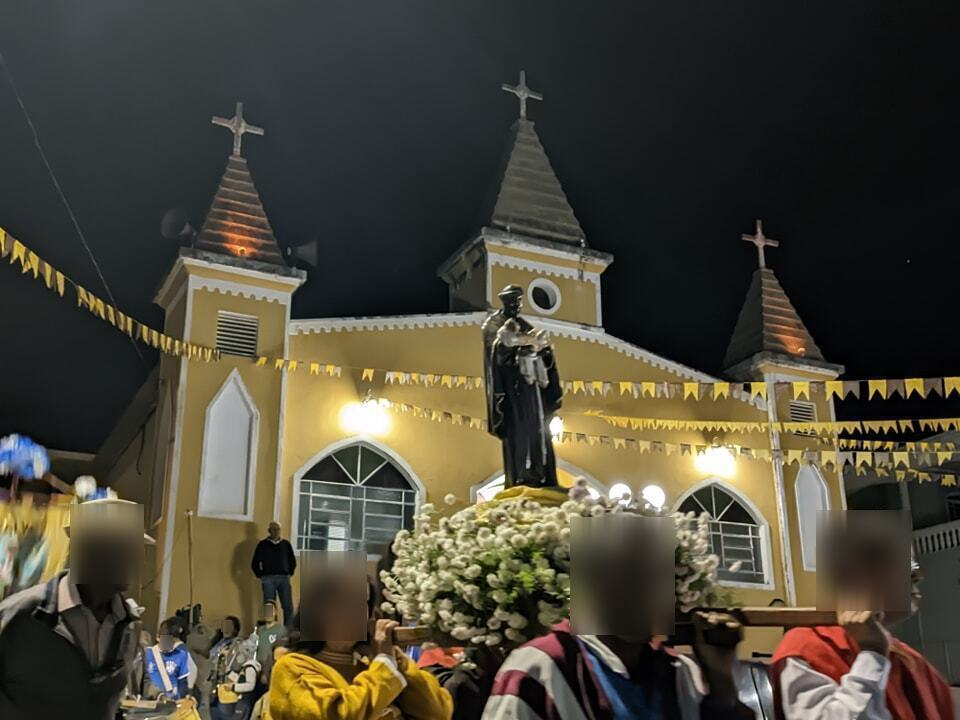
Procissão da Festa do 13 de Maio

A Festa da Padroeira é bastante concorrida, a começar pelo novenário que culmina com o dia dedicado à megalomártir de Alexandria, o 25 de novembro, considerado feriado municipal. Aos finais de semana, há sempre movimento de barracas, show de prêmios e leilão de prendas, assados e leilão de gado. Sem deixar de mencionar o tradicional cartucho, recheado com quitandas e doces.

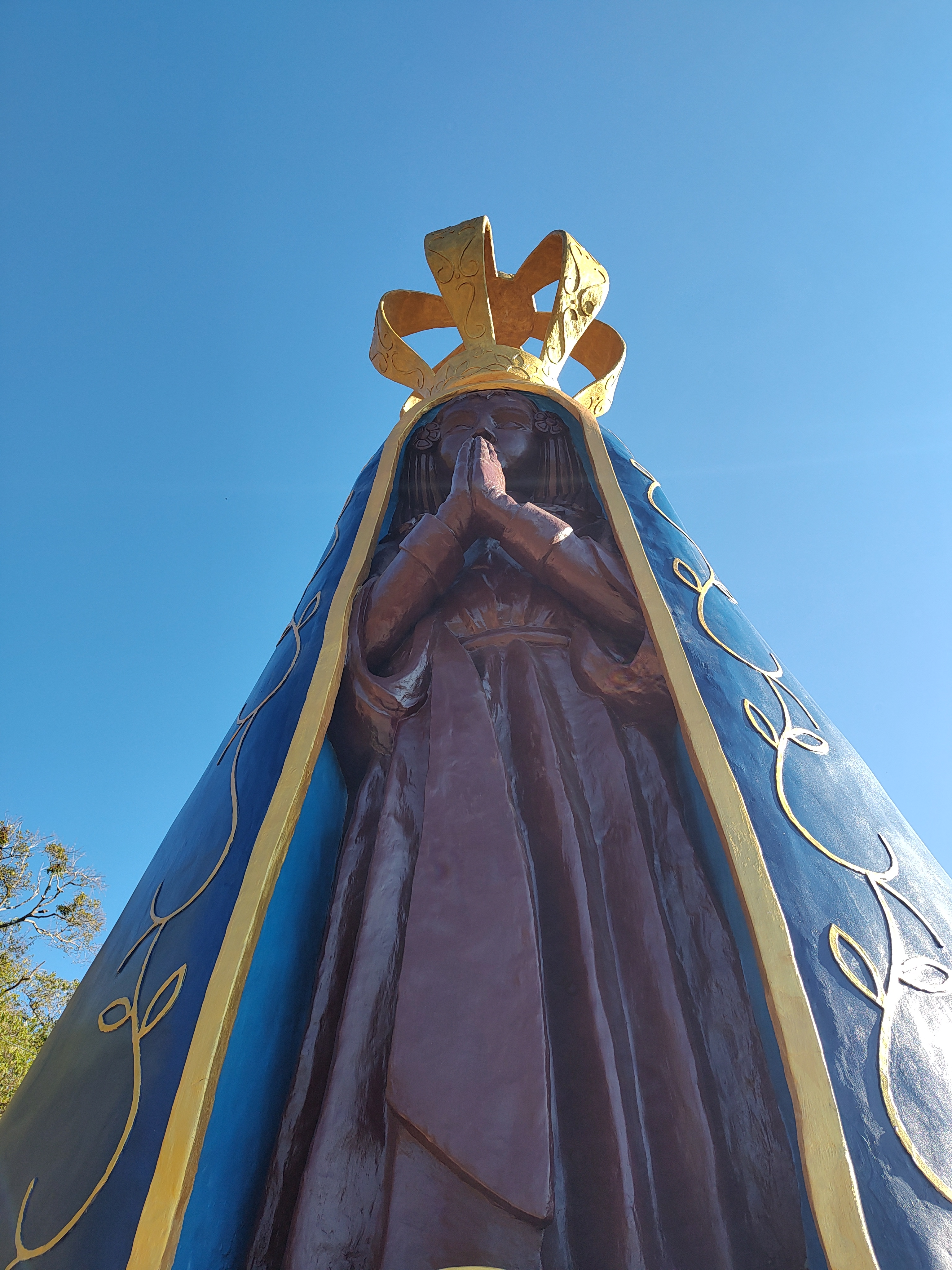
Capela-Imagem de N. Sra. Aparecida, em Natércia/MG

Outra festa religiosa, que se tornou também tradicional, em especial para os moradores do bairro Chapada, é o 13 de Maio, da mesma forma considerado feriado no município. Neste dia, é comemorada a Abolição da Escravatura, associando-se o episódio ao Santo Negro, São Benedito, padroeiro da igreja deste bairro. Entre os eventos realizados, como os da Festa da Padroeira, há apresentação de grupos de Congada, que recentemente tem ganhado uma dimensão maior, por meio de um Encontro Regional de Congadas, promovido pela Prefeitura Municipal de Natércia.
No final do mês de junho e início do seguinte, a população católica de Natércia realiza uma peregrinação até o Santuário Nacional de Aparecida/SP. Trata-se da Romaria de Natércia a Aparecida, que acontece desde 1937. Tradicionalmente, reserva-se a primeira segunda-feira do mês de julho como o dia oficial desta romaria, mas muitos devotos iniciam seu itinerário um pouco antes, indo por vários meios: a pé, a cavalo, de bicicleta, de motocicleta e de veículos próprios ou fretados. A quase centenária romaria foi considerada como Patrimônio Cultural Imaterial, através do Decreto Municipal nº 1.342, de 28 de novembro de 2023. Recentemente, o grupo dos pedestres se uniu para a construção de uma Capela-Imagem de Nossa Senhora Aparecida, num ponto da cidade em que os romeiros podem se reunir, fazer suas orações e iniciar ou continuar sua caminhada pelo Caminho de Nhá Chica, que também leva a Aparecida. 

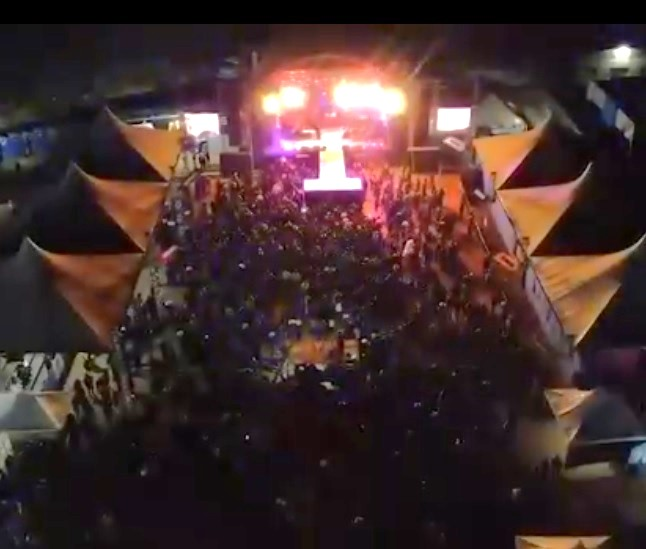
Expo Natércia

Quanto a diversão e lazer, em Natércia, é realizada anualmente a Festa do Aniversário da Cidade ou de sua emancipação político-administrativa, comemorada no dia 20 de julho, com apresentação de grupos locais e shows musicais. Em finais do mês de agosto e início de setembro, acontece a Festa de Exposição Agropecuária (hoje, renomeada para Expo Natércia). A festividade acontece desde 1982, no Parque de Exposições "Oscar Lino dos Reis". Tem por objetivo valorizar as principais riquezas do município, contando com exposição de animais por parte dos produtores rurais, torneio leiteiro e concurso de cafés especiais. Há também desfiles de carros-de-boi, de cavaleiros e amazonas, bem como desfiles para escolha de misses de várias faixas etárias: rainha da festa, das bonecas, mirim e de boa vizinhança. Todas as noites, durante a Expo Natércia, acontecem grandes shows musicais.
Por fim, com a crescente onda do turismo rural, principalmente no que diz respeito à prática esportiva, Natércia tem recepcionado eventos, como trilhas de moto, downhill e corridas, em sua maioria, incentivadas por uma das conhecidas figuras do Esporte Nacional, o atleta Giovani dos Santos, natural e morador da cidade.

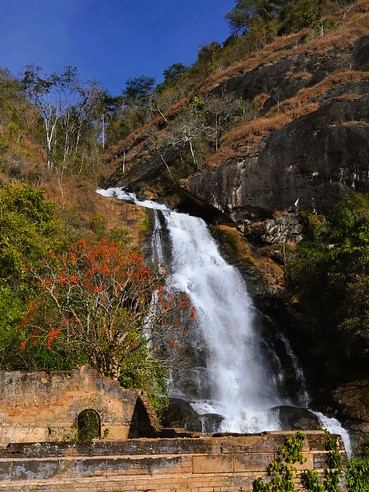
Cachoeira da Usina

## Bairros que compõem o município
- Atirado
- Bocaina
- Chapada (urbano)
- das Minas
- Fagundes
- Jardim
- Mato Dentro
- Mineiros
- Pinhalzinho
- Santa Catarina (urbano)
- São Bernardo
- São João (urbano)
- Sertãozinho
- Turvo
- Usina
- Vargem Comprida
- Varginha